# 蔡次薛
蔡次薛（1908年—2003年），男，江西九江人，中国财政史学家，曾任中南财经学院教授，中国财政学会理事。